# Praedicate Evangelium
Praedicate Evangelium (Głoście Ewangelię) – konstytucja apostolska reformująca Kurię Rzymską, opublikowana i promulgowana 19 marca 2022 przez papieża Franciszka; dokument wszedł w życie 5 czerwca 2022.
Konstytucja ta zastąpiła dotychczasowy najwyższej rangi dekret Pastor Bonus z 1988 roku, ogłoszony przez Jana Pawła II.
Praedicate Evangelium wniosła zmiany w Kurii Rzymskiej m.in. dotychczasowe kongregacje i papieskie rady zostały zastąpione dykasteriami, nastąpiło połączenie niektórych urzędów kurialnych oraz umożliwienie ludziom świeckim kierowaniu dykasteriom i ich pierwszeństwo do ewangelizacji w pracy Kurii Rzymskiej.
To piąty przypadek w historii Kościoła w którym dokonano reformy aparatu administracyjnego w Watykanie.

## Geneza
O reformę Kurii Rzymskiej wnioskowali kardynałowie podczas spotkań odbywających się przed konklawe w 2013 roku. Natychmiast po objęciu urzędu, papież Franciszek rozpoczął prace nad reformą.
13 kwietnia 2013 w celu reformy Kurii Rzymkiej powstała utworzona przez Franciszka Rada Kardynałów. Jednak na pierwszym posiedzeniu rada uznała, że planowane zmiany są na tyle ważne, że zasługują na zupełnie nową konstytucję. Rada pracowała nad nową konstytucją od 2014 roku. Pierwszy projekt konstytucji został zatwierdzony przez Radę Kardynałów w 2018 roku. Projekt ten "został wysłany do szefów obecnych biur watykańskich, konferencji biskupich na całym świecie i innych ekspertów wiosną 2019 roku".
Papież Franciszek stwierdził, że książkowy wywiad kardynała Óscara Andrésa Rodrígueza Maradiagi na temat konstytucji, zatytułowany Praedicate Evangelium: Nowa kuria na nowe czasy, "odpowiednio odsłania znaczenie i itinerarium tej skrupulatnej i zdecydowanej pracy nad rewizją i propozycjami".
W wywiadzie z czerwca 2022 roku papież Franciszek stwierdził, że Praedicate evangelium jest zwieńczeniem "ośmiu i pół roku pracy". Dodaje, że dokument realizuje prośby złożone przez kardynałów przed konklawe w 2013 i stawia "doświadczenie w stylu misyjnym" w centrum działalności Kościoła katolickiego. 

## Reforma Kurii Rzymskiej
19 marca 2022 roku, w dzień wspomnienia św. Józefa i w dziewiątą rocznicę inauguracji pontyfikatu papieża Franciszka konstytucja apostolska została promulgowana i opublikowana tego samego dnia w języku włoskim. Prace nad dokumentem trwały dziewięć lat. 21 marca 2022 roku Praedicate evangelium został zaprezentowany w Biurze Prasowym Stolicy Apostolskiej podczas oficjalnej konferencji prasowej przez ekspertów. 31 marca 2022 Stolica Apostolska opublikowała typowe wydanie w L'Osservatore Romano. Wydanie to miało pewne różnice z wydaniem wcześniej publicznie opublikowanym. 5 czerwca 2022 roku, w dzień Zesłania Ducha Świętego, dokument wszedł w życie.

## Struktura Konstytucji Apostolskiej
Konstytucja Apostolska składa się z jedenastu części, ponumerowane cyframi rzymskimi:
- I. Preambuła
- II. Zasady i kryteria służby w Kurii Rzymskiej
- III. Przepisy ogólne
- IV. Sekretariat Stanu
- V. Dykasterie
- VI. Organy wymiaru sprawiedliwości
- VII. Organy ekonomiczne
- VIII. Urzędy
- IX. Adwokaci
- X. Instytucje związane ze Stolicą Świętą
- XI. Przepis przejściowy